# Ángel María Camacho y Perea
Ángel María Camacho y Perea (Sevilla 1852-Jerez de la Frontera, 1917) fue un jurista español.

## Biografía
Nacido el 12 de diciembre de 1852 en Sevilla, a los veinte años se licenció en Derecho en la Facultad de la Universidad de Sevilla. Se incorporó al Colegio de Abogados en 21 de enero de 1874 y el 4 de junio del siguiente se nombró promotor fiscal sustituto del Juzgado de San Vicente. Habría sido de pensamiento republicano. Su expediente contenía una Memoria titulada Sucesión testamentaria según las legislaciones de Castilla, Aragón, Navarra y Cataluña. Su comparación y crítica.
«»
Entre sus publicaciones se encontraron títulos como Acusación privada ante el Tribunal de Marina en causa por abordaje entre los vapores «Torre del Oro» y «Aznalfarache» (1899), Suspensiones de pagos, quiebras y Tribunales de Comercio (1900), El contrato de trabajo (1902), Sindicatos agrícolas (1903), Bases para un proyecto de movilización de la propiedad territorial (1904), Delitos de sangre (1905), Discurso de recepción en la Real Academia de Buenas Letras de Sevilla (1907), Memoria premiada en concurso por la Academia Literaria del Plata sobre La revolución de Mayo y su influencia en la emancipación sudamericana (1910) e Historia jurídica del cultivo y de la industria ganadera en España (1911). Fue en varias ocasiones presidente del Ateneo de Sevilla. Falleció en la madrugada del 18 de agosto de 1917 en la ciudad gaditana de Jerez de la Frontera, a causa de un accidente de automóvil acaecido en el camino de El Cuervo.